# سام نيكسون
سام نيكسون (بالإنجليزية: Sam Nixon)‏ هو مقدم تلفزيوني بريطاني، ولد في 21 مارس 1986 في بارنسلي في المملكة المتحدة.